# Isabella Pio di Savoia

Stemma della famiglia Pio di Savoia

Isabel María Pío de Saboya y Spínola (Madrid, 1719 – Alicante, 1799) è stata una nobildonna spagnola di origine italiana. Ottava marchesa di Castel Rodrigo (con grandato di Spagna), fu anche la dodicesima (e ultima) duchessa di Nocera, la sesta dopo la più recente creazione del titolo da parte del re Filippo IV di Spagna. Dopo di lei il titolo fu lasciato decadere, fino alla sua rinnovazione con decreto del re Alfonso XIII, nel 1922, in favore di Alfonso Falcó y de la Gándara, lontano discendente della duchessa.

## Biografia
Isabel María Pío de Savoia y Spínola, ottava marchesa di Castel Rodrigo, quinta principessa di San Gregorio, sesta duchessa di Nocera, settima contessa de Lumiares, quinta marchesa de Almonacid de los Oteros, ottava marchesa di Almonacir, era figlia del principe Francesco Pio di Savoia (1672- Madrid 15 settembre 1723) e di Juana Spinola y de la Cerda (1683 - 1738), nonché sorella dell'ultimo esponente del ramo spagnolo dei Pio di Savoia, Gisberto II.
Si sposò con Manuel de Velasco y López de Ayala, tredicesimo conte de Fuensalida, sesto conte de Colmenar de Oreja. Non ebbe eredi.
In seconde nozze sposò Antonio José Valcárcel y Pérez Pastor (Hellín 9 ottobre 1718 - Alicante 1790), dal quale ebbe due figli: il Antonio Valcárcel y Pío de Saboya che nacque ad Alicante il, 15 marzo 1748 e morì a Aranjuez il 14 settembre 1808; il 2 ottobre del 1753 sempre ad Alicante nacque la figlia María Antonia de la Portería de Valcárcel y Pío de Saboya.
Isabella morì nel 1799 lasciando il feudo di Nocera alla famiglia del marito. Ma a causa dello scoppiare nel rivoluzione napoletana del 1799 e degli stravolgimenti che ne seguirono, fu l'ultima duchessa di fatto della città.
Dopo il lei il titolo esistette, solo per via nominale, per brevissimo tempo, continuando con il figlio Antonio e esaurendosi col nipote Antonio Valcárcel y Pascual de Pobil.

## Ascendenza
|                                                                         |                                               |                                                                   | Genitori                                                                                      |  |  | Nonni |  |  | Bisnonni                                       |  |  | Trisnonni                                |  |
|                                                                         |                                               |                                                                   |                                                                                               |  |  |       |  |  | Ascanio Pio di Savoia, principe di San Giorgio |  |  | Enea Pio di Savoia, reggente di Sassuolo |  |
|                                                                         |                                               |                                                                   |                                                                                               |  |  |       |  |  | Ascanio Pio di Savoia, principe di San Giorgio |  |  | Enea Pio di Savoia, reggente di Sassuolo |  |
|                                                                         |                                               | Barbara Turchi                                                    |                                                                                               |  |  |       |  |  | Ascanio Pio di Savoia, principe di San Giorgio |  |  |                                          |  |
| Giberto Pio di Savoia, principe di San Gregorio                         |                                               |                                                                   |                                                                                               |  |  |       |  |  | Ascanio Pio di Savoia, principe di San Giorgio |  |  |                                          |  |
|                                                                         |                                               | Beatrice Bentivoglio                                              | Enzo Bentivoglio, marchese di Scandiano                                                       |  |  |       |  |  |                                                |  |  |                                          |  |
|                                                                         |                                               | Beatrice Bentivoglio                                              | Enzo Bentivoglio, marchese di Scandiano                                                       |  |  |       |  |  |                                                |  |  |                                          |  |
|                                                                         |                                               | Beatrice Bentivoglio                                              | Caterina Martinengo Colleoni                                                                  |  |  |       |  |  |                                                |  |  |                                          |  |
| Francesco Pio di Savoia, principe di San Gregorio                       |                                               | Beatrice Bentivoglio                                              |                                                                                               |  |  |       |  |  |                                                |  |  |                                          |  |
|                                                                         |                                               | Francisco de Moura Corterreal y de Melo, duca di Nocera           | Manuel de Moura Corte Real, marchese di Castelo Rodrigo                                       |  |  |       |  |  |                                                |  |  |                                          |  |
|                                                                         |                                               | Francisco de Moura Corterreal y de Melo, duca di Nocera           | Manuel de Moura Corte Real, marchese di Castelo Rodrigo                                       |  |  |       |  |  |                                                |  |  |                                          |  |
|                                                                         |                                               | Francisco de Moura Corterreal y de Melo, duca di Nocera           | Leonor de Melo Castro                                                                         |  |  |       |  |  |                                                |  |  |                                          |  |
| Juana de Moura Corte Real y Moncada, duchessa di Nocera                 |                                               | Francisco de Moura Corterreal y de Melo, duca di Nocera           |                                                                                               |  |  |       |  |  |                                                |  |  |                                          |  |
|                                                                         |                                               | Marianna d'Aragona Moncada                                        | Antonio Moncada d'Aragona, principe di Paternò                                                |  |  |       |  |  |                                                |  |  |                                          |  |
|                                                                         |                                               | Marianna d'Aragona Moncada                                        | Antonio Moncada d'Aragona, principe di Paternò                                                |  |  |       |  |  |                                                |  |  |                                          |  |
|                                                                         |                                               | Marianna d'Aragona Moncada                                        | Juana de la Cerda y de la Cueva                                                               |  |  |       |  |  |                                                |  |  |                                          |  |
| Isabella Pio di Savoia, duchessa di Nocera                              |                                               | Marianna d'Aragona Moncada                                        |                                                                                               |  |  |       |  |  |                                                |  |  |                                          |  |
|                                                                         | Paolo Spinola Doria, marchese di Los Balbases | Filippo Spinola, duca di Sesto                                    |                                                                                               |  |  |       |  |  |                                                |  |  |                                          |  |
|                                                                         | Paolo Spinola Doria, marchese di Los Balbases | Filippo Spinola, duca di Sesto                                    |                                                                                               |  |  |       |  |  |                                                |  |  |                                          |  |
|                                                                         | Paolo Spinola Doria, marchese di Los Balbases | Geronima Doria                                                    |                                                                                               |  |  |       |  |  |                                                |  |  |                                          |  |
| Carlos Felipe Antonio Spínola Doria y Colonna, marchese di Los Balbases | Paolo Spinola Doria, marchese di Los Balbases |                                                                   |                                                                                               |  |  |       |  |  |                                                |  |  |                                          |  |
|                                                                         |                                               | Anna Colonna                                                      | Marcantonio V Colonna, principe di Paliano                                                    |  |  |       |  |  |                                                |  |  |                                          |  |
|                                                                         |                                               | Anna Colonna                                                      | Marcantonio V Colonna, principe di Paliano                                                    |  |  |       |  |  |                                                |  |  |                                          |  |
|                                                                         |                                               | Anna Colonna                                                      | Isabella Gioeni e Cardona                                                                     |  |  |       |  |  |                                                |  |  |                                          |  |
| Juana Spínola y de la Cerda                                             |                                               | Anna Colonna                                                      |                                                                                               |  |  |       |  |  |                                                |  |  |                                          |  |
|                                                                         |                                               | Juan Francisco de la Cerda Enríquez de Ribera, duca di Medinaceli | Antonio de la Cerda y Toledo, VII duca di Medinaceli                                          |  |  |       |  |  |                                                |  |  |                                          |  |
|                                                                         |                                               | Juan Francisco de la Cerda Enríquez de Ribera, duca di Medinaceli | Antonio de la Cerda y Toledo, VII duca di Medinaceli                                          |  |  |       |  |  |                                                |  |  |                                          |  |
|                                                                         |                                               | Juan Francisco de la Cerda Enríquez de Ribera, duca di Medinaceli | Ana María Luisa Enríquez de Ribera Portocarrero y Cárdenas, duchessa di Alcalá de los Gazules |  |  |       |  |  |                                                |  |  |                                          |  |
| María Isabel de la Cerda                                                |                                               | Juan Francisco de la Cerda Enríquez de Ribera, duca di Medinaceli |                                                                                               |  |  |       |  |  |                                                |  |  |                                          |  |
|                                                                         |                                               | Catalina de Aragón y Sandoval, duchessa di Segorbe                | Luis de Aragón y Fernández de Córdoba, duca di Cardona                                        |  |  |       |  |  |                                                |  |  |                                          |  |
|                                                                         |                                               | Catalina de Aragón y Sandoval, duchessa di Segorbe                | Luis de Aragón y Fernández de Córdoba, duca di Cardona                                        |  |  |       |  |  |                                                |  |  |                                          |  |
|                                                                         |                                               | Catalina de Aragón y Sandoval, duchessa di Segorbe                | Mariana Isabel de Sandoval-Rojas y Enríquez de Cabrera, duchessa di Lerma                     |  |  |       |  |  |                                                |  |  |                                          |  |
|                                                                         |                                               | Catalina de Aragón y Sandoval, duchessa di Segorbe                |                                                                                               |  |  |       |  |  |                                                |  |  |                                          |  |